# Сметс, Фанни
Фанни Сметс (нем. Fanny Smets, род. 21 апреля 1986, Кёльн, Северный Рейн-Вестфалия) — бельгийская прыгунья с шестом. 17-кратная чемпионка Бельгии (8 на стадионе: 2009—2011, 2013, 2016, 2017, 2019, 2021; 9 в помещении: 2008—2011, 2016—2018, 2020—2021), обладательница нескольких национальных рекордов Бельгии в прыжках с шестом.

## Биография и карьера
В 2006 году перешла в прыжки с шестом из гимнастики. В 2008 году впервые стала чемпионкой Бельгии. В 2013 году окончила Льежский университет. Участвовала в четырёх командных чемпионатах Европы (2009, 2010, 2011, 2013).

## Основные результаты
| Год  | Соревнования                 | Место проведения       | Место    | Результат |
| ---- | ---------------------------- | ---------------------- | -------- | --------- |
| 2013 | Летняя Универсиада           | Казань, Россия         | 3        | 4,30 м    |
| 2013 | Jeux de la Francophonie      | Ницца, Франция         | 2        | 4,40 м    |
| 2016 | Чемпионат Европы             | Амстердам, Нидерланды  | 19 (кв.) | 4,35 м    |
| 2017 | Чемпионат мира               | Лондон, Великобритания | 20 (кв.) | 4,20 м    |
| 2019 | Чемпионат мира               | Доха, Катар            | 20 (кв.) | 4,50 м    |
| 2021 | Чемпионат Европы в помещении | Торунь, Польша         | 7        | 4,45 м    |
| 2021 | Летние Олимпийские игры      | Токио, Япония          | 27 (кв.) | 4,25 м    |